# Лицарська миза

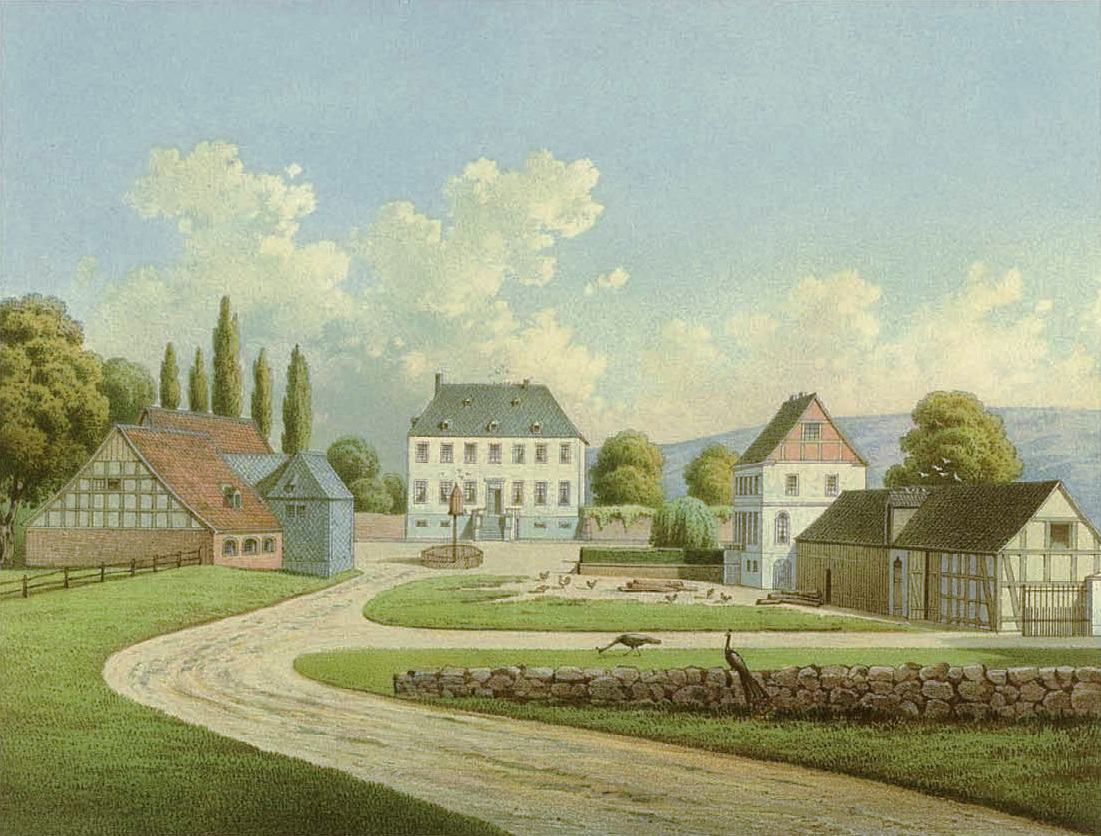
Лицарська миза Боккум, Пруссія

Лицарська миза (лат. praedium nobilium sive equestrum, нім. Rittergut, ест. rüütlimõis, лит. domenas) — тип мизи в Остзейських губерніях Російської імперії, у Пруссії і деяких інших країнах Європи . Володіння лицарською мизою було пов'язано з певними правами, привілеями і обов'язками.

## Основні поняття
Спочатку лицарською називалася васальна миза, що належала лицареві, який в разі війни був зобов'язаний нести верхову службу або платити спеціальний податок.
Протягом багатьох століть тільки дворянство мало право купувати лицарські мизи (лат. castrum nobile). Цей принцип був в деяких країнах змінений приблизно після 1820 року. Зберігаючи мизу протягом багатьох років в руках однієї дворянської родини, власники великих миз в середині XVIII сторіччя створили так звані родові володіння, або фідеїкоміси (нім. Adliges Güterfamilienfideicomiβ), до складу яких могла входити як одна миза, так і більше. Ці мизи не можна було обтяжувати або дробити, а відчужувати їх можна було тільки шляхом наслідування. Найчастіше такі володіння переходили у спадок виходячи з принципу першородства (нім. Primogenitur). В такому випадку фідеїкоміс називався майоратом.

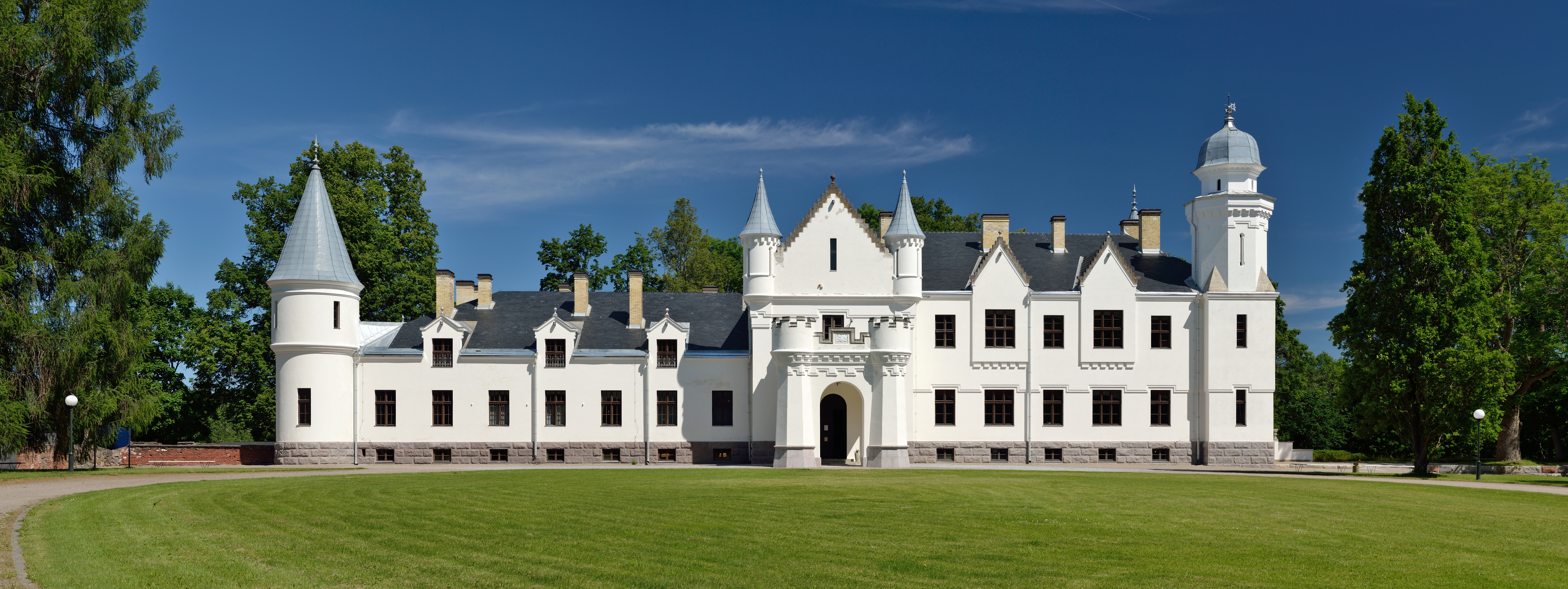
Лицарська миза Алатсківі, Естонія

Лицарська миза була головним типом приватної мизи (нім. Privatgut, ест. eramõis).
Інший тип лицарської мизи — державна миза (нім. Krongut, пол. królewszczyzna, ест. riigimõis), яка була передана володарем особі благородного походження, яка отримала права, пов'язані з лицарською мизою, але не був її власником.
Лицарська миза могла мати економічно самостійні і відповідаючі установленим вимогам підлеглі одиниці — розташовані на відстані від головного маєтку господарства або виробництва: побічні мизи (нім. Beigut, ест. kõrvalmõis) і скотарські мизи (нім. Hoflage, ест. karjamõis).

### Площа лицарської мизи
У 1864 році в Російській імперії була вперше видана третя частина «Зводу місцевих узаконеній губерній остзейських» — Балтійський закон про приватне право. У статті 599 закону давалося визначення лицарської мизи і фіксувався її мінімальний розмір, який міг дозволити благородному власнику бути незалежним і вести гідне його положення існування; можливе додаткове здійснення державної служби не мало значення. В Естляндії площа лицарської мизи повинна була складати не менше 150 десятин (в це число не входила площа сінокосів і пасовищ). В Лівонії мінімальним розміром було 300 десятин (в це число не входила площа водойм, боліт та інших непридатних для сільського господарства земель); третина з цієї площі повинні були складати сільськогосподарські землі (нім. Brustacker). На Сааремаа лицарською вважалася миза, чия площа дорівнювала мінімум 162 десятин, і третина цього становили хороші сільськогосподарські землі. Мизи, які не відповідали цим мінімальним вимогам, були включені до поземельної книги як півмизи.

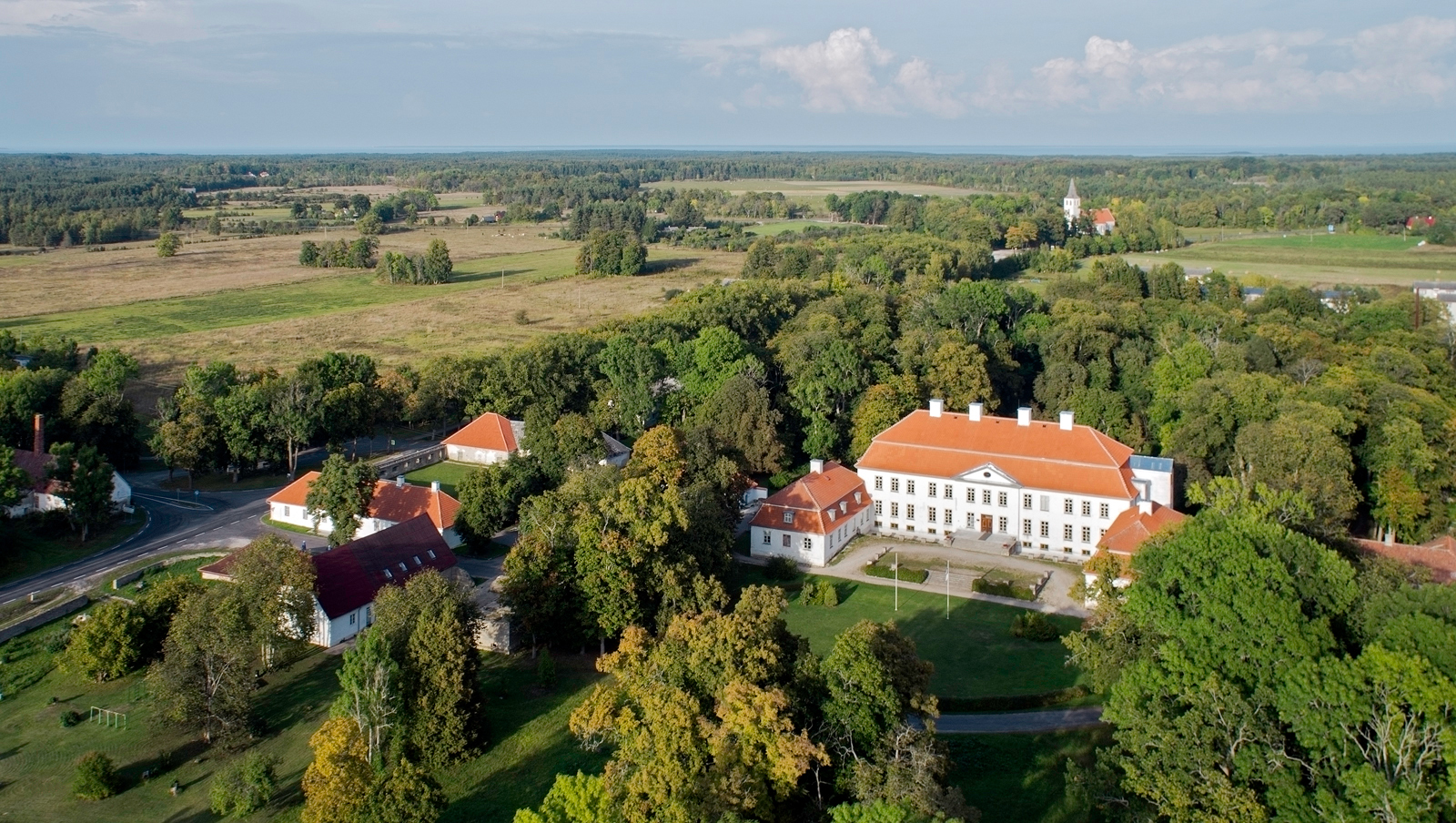
Лицарська миза Хійу-Сууремийза, Естонія

У той же час мизи, які не відповідали встановленим вимогам по площі і повинні були мати статус півмиз, але які раніше вже були внесені в поземельну книгу (на Сааремаа — в 1819 році, в Естляндії — в 1856 році і в Лівонії — в 1860 році), права лицарської мизи все-таки не втратили. У зв'язку з цим іноді якась лицарська миза могла бути за площею менше, ніж півмиза.
В Пруссії встановлений мінімум для лицарських миз наприкінці XVIII століття становив від 40 до 80 акрів (від 10 до 20 гектарів) в залежності від якості ґрунту і виходячи з законодавств окремих провінцій. Однак, наприклад, у лицарствах Ганноверського королівства існувало чимало старих садиб, які були перераховані в земельних книгах як лицарські мизи, але ніколи не мали великої власності на землю і часто складалися тільки з невеликого будинку.
Іншою вимогою до лицарських миз був так званий castrum nobile, тобто обов'язкова наявність особняка.

## Права лицарської мизи

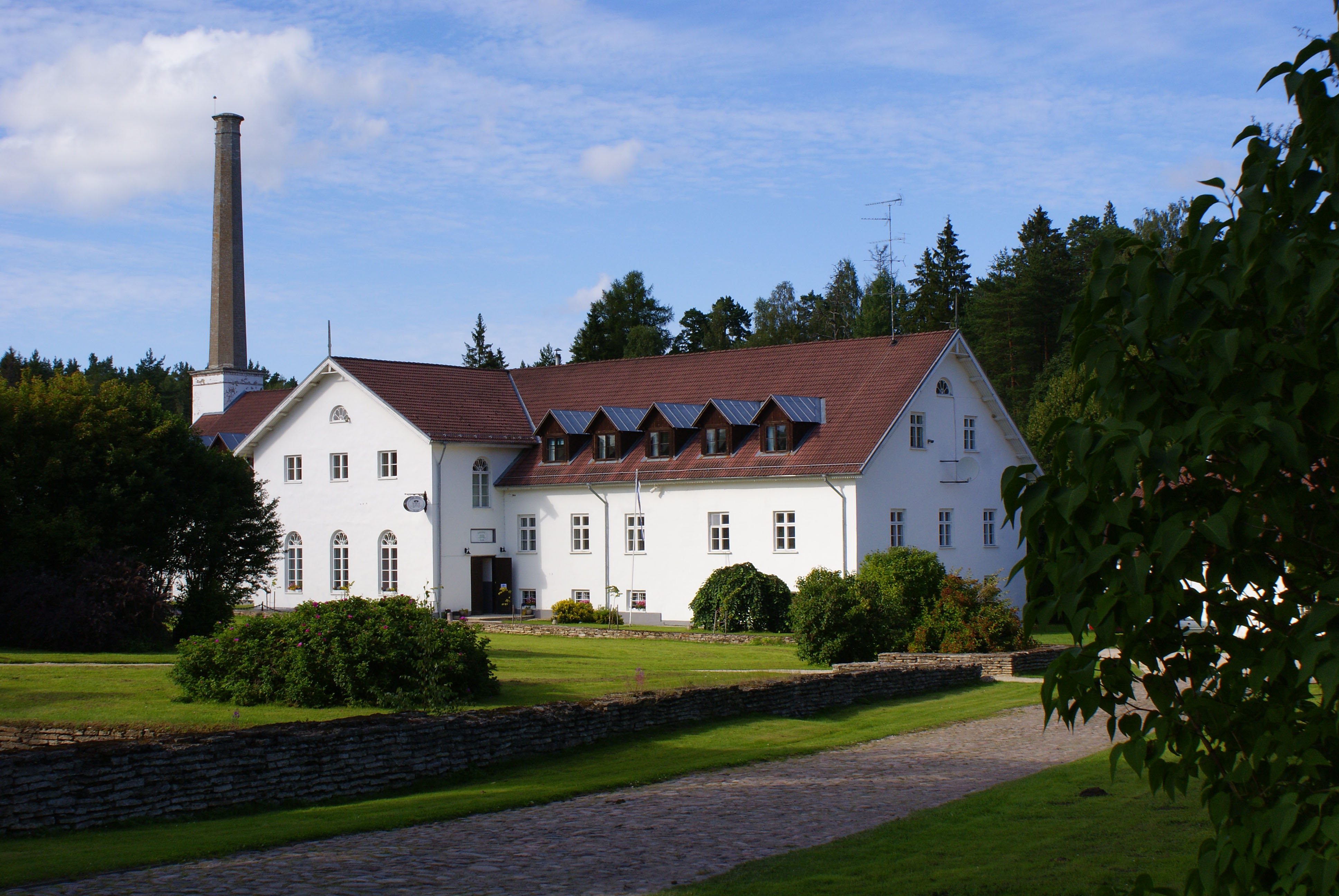
Горілчана фабрика мизи Палмсе

У власника лицарської мизи (мизного старости, мизника) в межах його мизних земель були такі права (лат. nobilitas realis):
- Право мати мизний суд і мизну поліцію,
- Одноосібне право володіти млином (до 1871 року),
- Право володіти корчмою, виготовляти горілку (до 1900 року), займатися пивоварінням,
- Право на полювання і рибальство (до 1916 року).
- Право на тілесне покарання або короткостроковий арешт свого селянина без суду (нім. Hauszuchtrecht, ест. Kodukariõigus — «право на домашнє покарання»).

До 1881 року лицарські мизи були звільнені від земельного податку та інших прямих державних податків, вони платили тільки місцеві і церковні податки. Мизники були звільнені від обов'язку в разі війни розміщувати в своєму маєтку солдатів і виділяти своїх селян на примусову працю. Крім того, у них був постійний мандат в національному парламенті (нім. Landtag, ест. Maapäev (rüütelkond)), і на них поширювався Закон про станову підсудність.

## Обов'язки лицарської мизи
Мизний староста був зобов'язаний виконувати покладені на нього в разі обрання або призначення управлінські функції. Також у нього існувала ціла низка натуральних господарських повинностей:
- Обов'язок будувати дороги,
- Обов'язок будувати мост та ін.

Мизники були зобов'язані брати участь у засіданнях національного парламенту, які проводилися зазвичай кожні 3 роки; за відсутність призначалися великі штрафи. На цих засіданнях вирішувалися питання місцевого управління, складалися законопроєкти, які представлялися потім на затвердження правителю (в Естляндії це спочатку був шведський король, потім — Російський імператор).

## Лицарські мизи в Російській імперії
3 травня 1783 року російська імператриця Катерина II найвищим указом передала усі лицарські мизи в повноправну приватну власність, і з цього часу приватною мизою могла володіти тільки особа, включена до складу місцевого дворянства. В Курляндії і Лівонії недворянин отримав право покупки лицарської мизи в 1866 році, в Естляндії — в 1869 році. Власники лицарських миз до 1917 року були основою станової організації місцевого самоврядування.
Лицарські мизи, як одиниці приватного землекористування, було ліквідовано в Росії Декретом про землю від 9 листопада 1917 року. Під час Першої світової війни, на початку 1918 року, німецькі окупаційні власті повернули прибалтійським мизнікам їхні колишні права.

### Лицарські мизи в Прибалтиці
В Естляндській губернії обсяг поліцейської влади мизніків зменшився в 1802—1804 роках після створення волосних судів відповідно з Селянським законом Естонії (ест. Eestimaa talurahvaseadus). У 1865 році мизники були позбавлені права на домашнє покарання селян. З 1866 року Закон про волосне право (Vallaseadus) ще більше обмежив поліцейську владу мизніків; з 1888 року, у результаті прийняття Закону про поліцейської реформи, це право зникло повністю.
У 1913 році на землях Естонії було близько 109 лицарських миз, що входили до складу родових володінь. У зв'язку з встановленим забороною на поділ і відчуження було неможливо придбання селянами хутірських земель цих миз. Для вирішення цієї проблеми були тимчасово ліквідовані фідеїкоміси, відокремлені від них призначені для продажу землі, і найчастіше на мизних землях, що залишилися, знову ґрунтувався фідеїкоміс.
10 жовтня 1919 года Естонські Установчі збори, у яких більшість становили соціал-демократи, прийняло Земельний закон, на основі якого пройшла земельна реформа, у ході якої за символічну плату були експропрійовані 874 лицарські мизи, а безземельним селянам були виділені земельні наділи. Також були відчужені і півмизи, що належали власникам лицарських миз.
В Латвії аналогічна земельна реформа пройшла у 1920 році, у Литві — у 1922 році.

## Лицарські мизи вПруссії
У Пруссії лицарські мизи залишалися незалежними одиницями господарського адміністрування до 1929 року. Назва  ріттергут  зберігалася до 1945 року.

#### Ресурси Інтернету
- Вікісховище має мультимедійні дані за темою: Лицарська миза